# Eduardo Frei Montalva
Eduardo Nicanor Frei Montalva (Santiago, Xile, 16 de gener de 1911 - † 22 de gener de 1982), polític, advocat i periodista xilè, d'origen suís. Fou president de la República de Xile entre 1964 i 1970.

## Biografia
Va ser fill d'Eduardo Frei Schlinz, austríac d'origen suís, que va arribar a Sud-amèrica als 24 anys, passant des de l'Argentina a Xile per raons desconegudes, i es va casar amb Victoria Montalva Martínez, tot i que ell era luterà i ella catòlica fervent.
Als tres anys viatja amb la seva família a Lontué, on es va matricular en un col·legi públic on acudien els fills dels pagesos.
El 1919 la família torna a Santiago, i Frei continua els seus estudis al Seminari Conciliar de Santiago. El Concili va ser tancat després de tres anys i va entrar a l'Institut d'Humanitats Luis Campino de l'Església Catòlica, on va començar adquirir gust per la lectura i va créixer la seva fe catòlica.
Va ser pare del també, posterior, president de la República de Xile, Eduardo Frei Ruiz-Tagle.

### Carrera política
Va ingressar a la Universitat Catòlica de Xile per estudiar Dret gràcies a una beca obtinguda per la seva mare del rector Carlos Casanueva. Allí va començar a prendre posició política, unint-se el 1929 a l'ANEC (Associació Nacional d'Estudiants Catòlics), de la que també formaven part Bernardo Leighton, Radomiro Tomic, Julio Philippi, Jaime Eyzaguirre, Mario Góngora i Rafael Agustín Gumucio. Aquesta associació es va unir més tard a l'Acció Catòlica, creant una revista, la Revista d'Estudiants Catòlics, on es planteja el catolicisme a la llum de l'encíclica Rerum Novarum i les del papa Pius XI.
Es va convertir en advocat l'any 1933, amb la tesi Règim Assalariat i la seva possible abolició.
A Iquique, es va dedicar al periodisme i va ser director del diari El Tarapacá. Va ingressar al Partit Conservador i dintre d'aquest formà part del grup que va fundar la Falange Nacional, germen del Partit Demòcrata Cristià. Durant la presidència de Juan Antonio Ríos Morales fou ministre d'Obres Públiques, càrrec del qual va renunciar com a protesta pels fets que van culminar en la «massacre de la plaça Bulnes», el 28 de gener de 1946.
Fou elegit senador en diverses ocasions i va ser derrotat a les eleccions presidencials de Xile del 1958.

### Govern
Presentat novament a les eleccions presidencials del 1964 pel partit de la Democràcia Cristiana, va superar àmpliament els esquemes partidaris, atraient una gran part de la joventut del país amb els seus ideals humanistes, al que es va afegir el suport incondicional que li va oferir la dreta, que va abandonar el seu candidat Julio Durán i va decidir recolzar-lo per tal d'impedir un possible triomf de Salvador Allende. Això li va permetre obtenir la majoria absoluta dels sufragis a l'elecció del 1964.

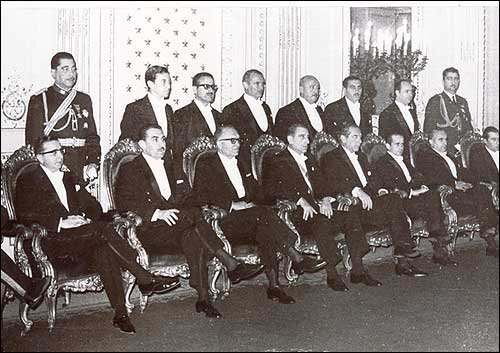
Frei amb els seus ministres

El seu programa de «Revolució en Llibertat» plantejava una reforma estructural del país mitjançant la creació de cooperatives i noves organitzacions socials així com juntes de veïns i centres de mares. Es tractava de crear organitzacions de base per tal d'enfrontar els seus propis problemes. Amb això, es pretenia millorar la vida dels sectors marginals, els canvis no es realitzarien des de l'Estat sinó des de la mateixa comunitat. Per això el govern de Frei va donar un impuls especial al sindicalisme i a l'educació.
Durant el govern de Salvador Allende s'hi oposa fins a la tragèdia de l'onze de setembre de 1973. En un primer moment dona suport a l'aixecament militar però no trigarà a esdevenir un dels principals opositors al règim dictatorial de la Junta Militar encapçalada pel general Pinochet.

## Mort
Al desembre de 1981, Frei se sotmet a una cirurgia simple d'una hèrnia a la Clínica de Santa Maria. Tot i això, dies després la seva condició s'agreuja dràsticament i morirà, de forma inesperada, a les 17 hores del 22 de gener de 1982.
Oficialment, l'agreujament del seu estat es va veure produït per una infecció bacteriana que hauria originat una peritonitis aguda i un posterior xoc sèptic, per això la mort de l'expresident Frei va originar sospites d'assassinat des d'un principi. Segons la seva família, Eduardo Frei estava sorgint com un important focus de preocupació al govern militar mentre s'anava erigint com un dels principals líders de l'oposició, fins aquell moment clandestina i principalment relacionada amb grups terroristes o de l'extrema esquerra.
Després de la Transició a la democràcia, la família de Frei va iniciar els tràmits judicials per a determinar amb exactitud les causes de la mort de l'expresident.
Al gener del 2005, Michael Townley, un antic agent de la DINA va confirmar la relació entre aquesta entitat amb Eugenio Berríos, químic especialista en armes biològiques destinades a l'assassinat d'opositors polítics. Berríos va ser posteriorment assassinat a Montevideo per membres de la intel·ligència militar xilena i uruguaiana com a part de l'operació Còndor. Durant l'any 2006, l'exhumació del cadàver del President no va donar cap informació clau. Tot i això, el 17 d'agost d'aquest any, el metge encarregat de la primera intervenció quirúrgica de Frei va reconèixer que la mort de l'expresident fou deguda a un agent químic.